# Ада (Воєводина)
Ада (серб. Ада/Ada) — місто в Сербії, центр общини Ада Північно-Банатського округу. Знаходиться в історико-географічній області Банат.
| Сербія | Це незавершена стаття з географії Сербії. Ви можете допомогти проєкту, виправивши або дописавши її. |